# گمینا مارکلوویتسه
گمینا مارکلوویتسه (به لهستانی:  Gmina Marklowice) یک گمینا در لهستان است که در شهرستان ووجسواف واقع شده‌است. گمینا مارکلوویتسه ۱۳٫۷۶ کیلومتر مربع مساحت و ۵٬۱۳۷ نفر جمعیت دارد.